# Helitt Líneas Aéreas
Helitt Líneas Aéreas war eine spanische Fluggesellschaft mit Sitz in Santa Fe und Basis auf dem Flughafen Málaga.

## Geschichte
Helitt Líneas Aéreas wurde 2010 gegründet, der Flugbetrieb wurde am 21. November 2011 auf der Route Málaga – Melilla aufgenommen.
Am 18. Februar 2013 stellte die Gesellschaft vorübergehend alle Linienflüge ein und kündigte an, zur Senkung ihrer Betriebsverluste, die im Geschäftsjahr 2012 rund 3,5 Millionen Euro betrugen, 46 ihrer 121 Angestellten zu entlassen. Seither wurden nur noch Charterflüge und Leasing angeboten. Mitte Oktober 2013 wurde eine für Darwin Airline betriebene ATR 72-200 in Trapani aufgrund einer offenen Rechnung eines britischen Unternehmens beschlagnahmt.
Im Oktober 2014 meldete die hoch verschuldete Gesellschaft Insolvenz an und stellte den Betrieb ein.

## Flotte
Die Flotte der Helitt Líneas Aéreas bestand mit Stand Oktober 2013 aus drei Flugzeugen:
- 3 ATR 72-500 (1 betrieben für Darwin Airline)